# 約德濟湖

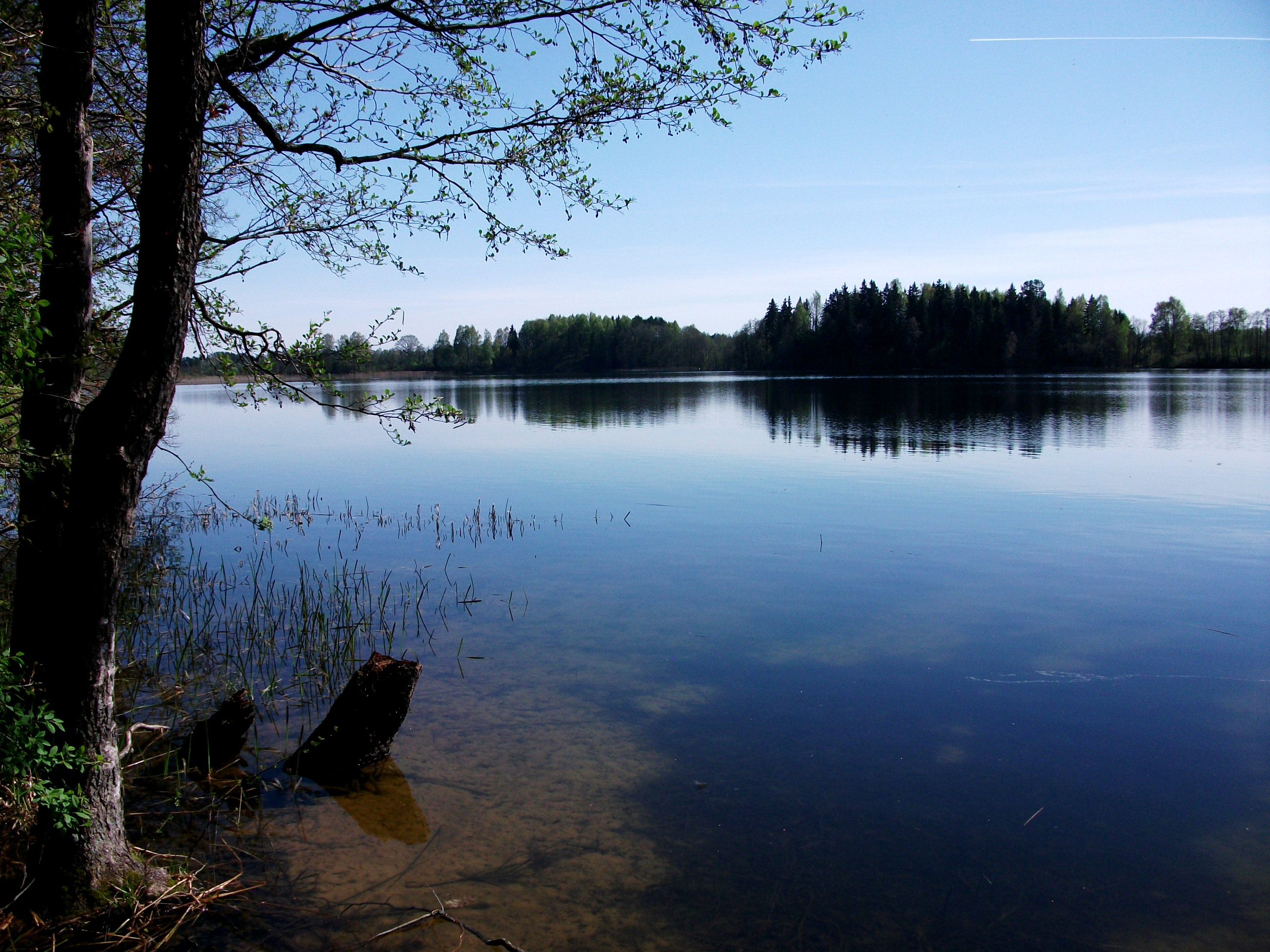
約德濟湖

約德濟湖（白俄羅斯語：Ёдзі）是白俄羅斯的湖泊，由格羅德諾州負責管轄，位於奧斯特羅韋茨東北33公里，屬於斯特拉恰河流域，長1.6公里、寬0.52公里，面積0.61平方公里，集水區面積4.4平方公里，湖岸線長度3.74公里。